# American School of Classical Studies at Athens

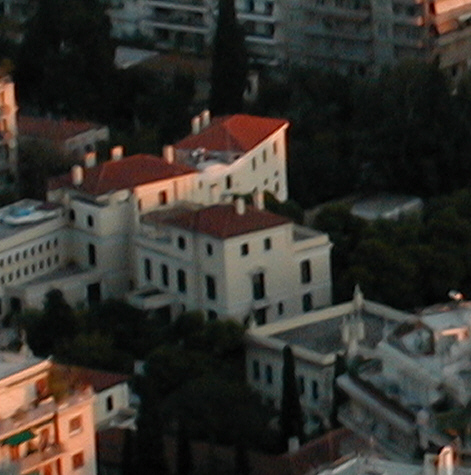
Das Hauptgebäude der American School of Classical Studies at Athens aus Blickrichtung des Berges Lykavittos

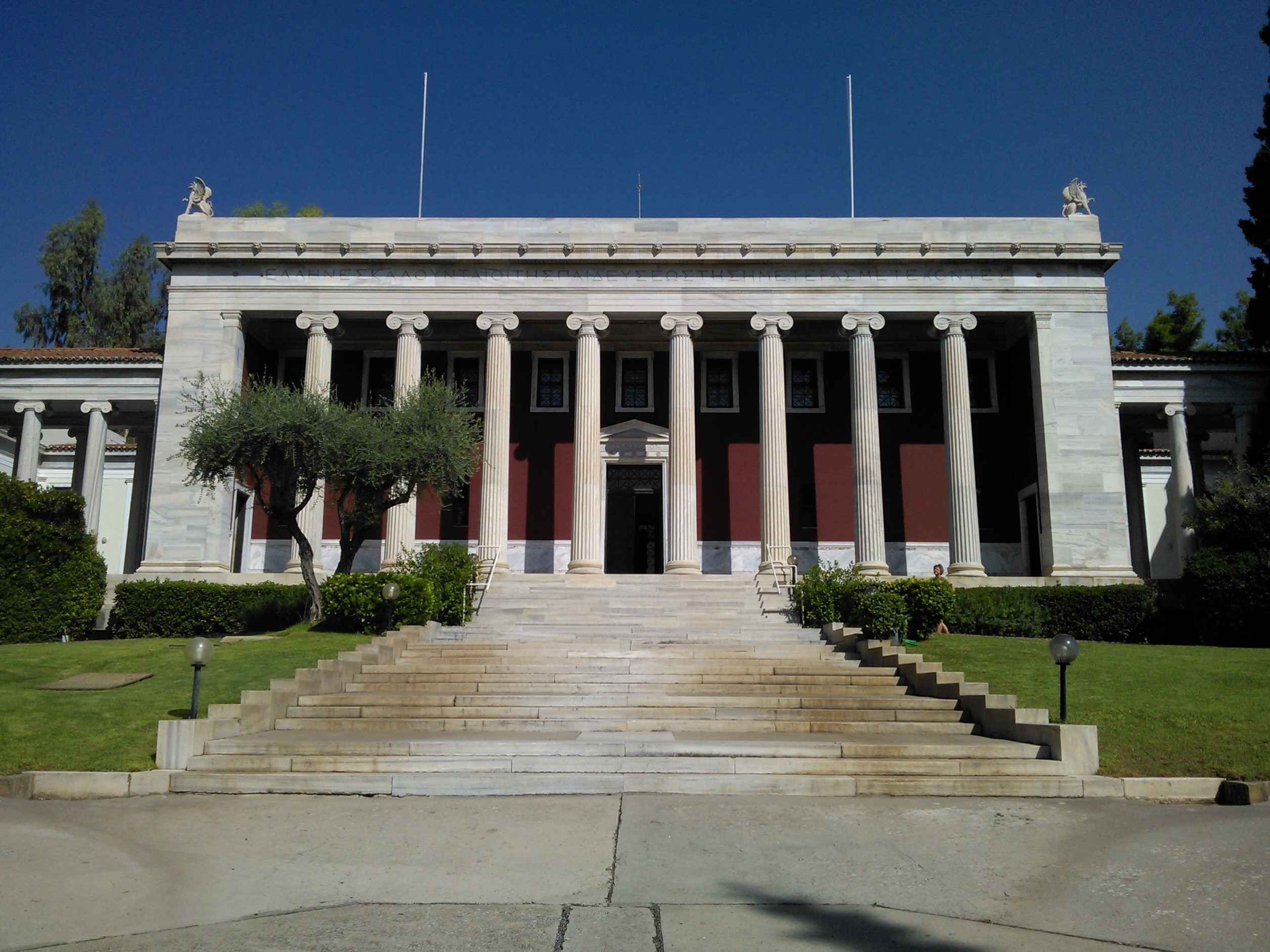
Die Gennadios-Bibliothek

Die American School of Classical Studies at Athens (ASCSA, griechisch Αμερικανική Σχολή Κλασικών Σπουδών στην Αθήνα Amerikaniki Scholi Klasikon Spoudon stin Athina) ist eines von 17 ausländischen archäologischen Instituten in Athen.

## Geschichte und Tätigkeit
Die Gründung erfolgte 1881. Es handelt sich um eine private Bildungsinstitution, die Studenten, Forschern und Lehrern der affiliierten nordamerikanischen Colleges und Universitäten Informationen zu allen Aspekten der griechischen Kultur von der Antike bis heute liefert.
Zu den Aufgaben der American School gehören Lehre, Forschung und Veröffentlichung der Forschungsergebnisse. Sie verfügt über zwei Fachbibliotheken: Die Blegen Library, die der klassischen Antike gewidmet ist, und die Gennadios-Bibliothek mit ihrem auf die neuere griechische Geschichte gerichteten Fokus.
Die American School zeichnet unter anderem seit 1896 verantwortlich für die Ausgrabungen von Korinth, seit 1931 auch für die Ausgrabungen der Athener Agora.
Das 1992 gegründete Wiener Laboratory (Direktor: Panagiotis Karkanas) befasst sich mit modernen Techniken der Archäologie, die 2005 eröffnete Cotsen Hall verfügt über ein Auditorium mit 352 Sitzen.

## Direktoren
- 1882–1883 William W. Goodwin
- 1883–1884 Lewis R. Packard
- 1884–1885 James Cooke Van Benschoten
- 1885–1886 Frederick De Forest Allen
- 1886–1887 Martin L. D’Ooge
- 1887–1888 Augustus C. Merriam
- 1889–1892 Charles Waldstein
- 1892–1893 Frank B. Tarbell
- 1893–1903 Rufus B. Richardson
- 1903–1905 Theodore Woolsey Heermance
- 1905–1906 William Nickerson Bates (geschäftsführend)
- 1906–1926 Bert Hodge Hill
- 1926–1927 Carl Blegen (geschäftsführend)
- 1927–1932 Rhys Carpenter
- 1932–1935 Richard Stillwell
- 1935–1936 Edward Capps
- 1936–1938 Charles Hill Morgan
- 1938–1939 Henry Lamar Crosby (geschäftsführend)
- 1939–1941 Gorham Phillips Stevens
- 1941–1946 Arthur Wellesley Parsons
- 1941–1947 Gorham Phillips Stevens (geschäftsführend)
- 1946–1948 Rhys Carpenter
- 1947–1948 Oscar Broneer (geschäftsführend)
- 1948–1949 Carl Blegen
- 1949–1959 John Langdon Caskey
- 1959–1969 Henry S. Robinson
- 1969–1977 James Robert McCredie
- 1974 Richard Stillwell (geschäftsführend)
- 1977–1982 Henry R. Immerwahr
- 1982–1987 Stephen G. Miller
- 1987–1997 William D. E. Coulson
- 1997–2002 James D. Muhly
- 2002–2007 Stephen V. Tracy
- 2007–2012 Jack L. Davis
- 2012–2017 James C. Wright
- 2017–2022 Jenifer Neils
- seit 2022 Bonna Daix Wescoat

## Publikationen
Die American School of Classical Studies at Athens gibt seit 1932 die Zeitschrift Hesperia, eine Vierteljahresschrift, heraus.